# 187P/LINEAR
La comète LINEAR 4, officiellement 187P/LINEAR, est une comète périodique du système solaire, découverte le 12 mai 1999 par le programme LINEAR.